# 第61独立海軍歩兵旅団 (ロシア海軍)
第61独立親衛海軍歩兵旅団（だい61どくりつしんえいかいぐんほへいりょだん、ロシア語: 61-я отдельная бригада морской пехоты）は、ロシア海軍の旅団。北方艦隊隷下。

## 概要

### 第二次世界大戦
1943年5月5日、第二次世界大戦の影響に伴い、赤軍第45狙撃師団隷下の第61狙撃連隊としてロシア・ソビエト連邦社会主義共和国（現ロシア）で創設された。
1944年9月から、独ソ戦に投入され、カレロ＝フィン・ソビエト社会主義共和国、ノルウェーを転戦して枢軸国に勝利し、赤旗勲章、名誉称号「キルケネス」を授与された。
1945年9月、ロシア・ソビエト連邦社会主義共和国ムルマンスク州に移駐した。
1957年5月、機械化に伴い、第61自動車化狙撃連隊に改編された。

### ソ連海軍
1966年5月、ソ連海軍に編入し、北方艦隊隷下に配属され、第61独立海軍歩兵連隊に改編された。
1979年11月、部隊増強に伴い、第61独立海軍歩兵旅団に改編された。

### ロシア海軍
1992年12月26日、ソビエト連邦の崩壊とロシア連邦の独立に伴い、創設されたロシア海軍に編入した。
1994年12月から、第一次チェチェン紛争に投入され、第34自動車化狙撃師団隷下の第276自動車化狙撃連隊、第12独立特殊任務旅団と合同で攻勢を開始し、チェチェン・イチケリア共和国の首都グロズヌイを占領した。
1999年9月から、第二次チェチェン紛争に投入された。
2009年12月、部隊縮小に伴い、第61独立海軍歩兵連隊に改編された。
2014年12月、部隊増強に伴い、第61独立海軍歩兵旅団に改編された。
2015年9月から、シリア内戦に投入され、シリア軍を援護したが反体制派の攻撃でヴァレリー・フェディアニン旅団長が戦死した。
2021年12月から、第876独立空中強襲大隊が平和維持軍としてナゴルノ・カラバフに駐留した。

### ロシアのウクライナ侵攻

#### 北東部・ハルキウ戦線
2022年3月上旬から、ロシアのウクライナ侵攻では、北東部ハルキウ州チュフイフ地区に配置され、第6諸兵科連合軍、第41諸兵科連合軍、バルチック艦隊と合同で攻勢を開始したが、ドミトリー・ソフロノフ副旅団長が戦死してハルキウで撃退された。

#### 東部・アウディーイウカ戦線
2022年5月下旬、東部ドネツィク州ポクロウシク地区に再配置され、第1軍団と合同で攻勢を開始したが、ルスラン・シリン参謀長が戦死してアウディーイウカで撃退された。

#### 東部・セベロドネツク戦線
2022年6月上旬、激戦地の東部ルハーンシク州セヴェロドネツィク地区に再配置され、第31独立親衛空挺旅団と交代で攻勢を開始し、7月上旬にリシチャンシクを占領してロシア軍はルハーンシク州全域を占領した。

#### 南部・ドニエプル川東岸戦線
2023年2月上旬、南部ヘルソン州ヘルソン地区に再配置され、ウクライナ軍の渡河作戦をドニエプル川東岸で防御した。

#### 東部・バフムート戦線
2023年9月上旬、激戦地の東部ドネツィク州バフムート地区に再配置され、クリシチウカ守備隊の援軍で反撃を開始したが大損害を出してクリシチウカを解放された。
2024年1月25日、ウラジーミル・プーチン大統領から、名誉称号「親衛隊」を授与された。

## ギャラリー

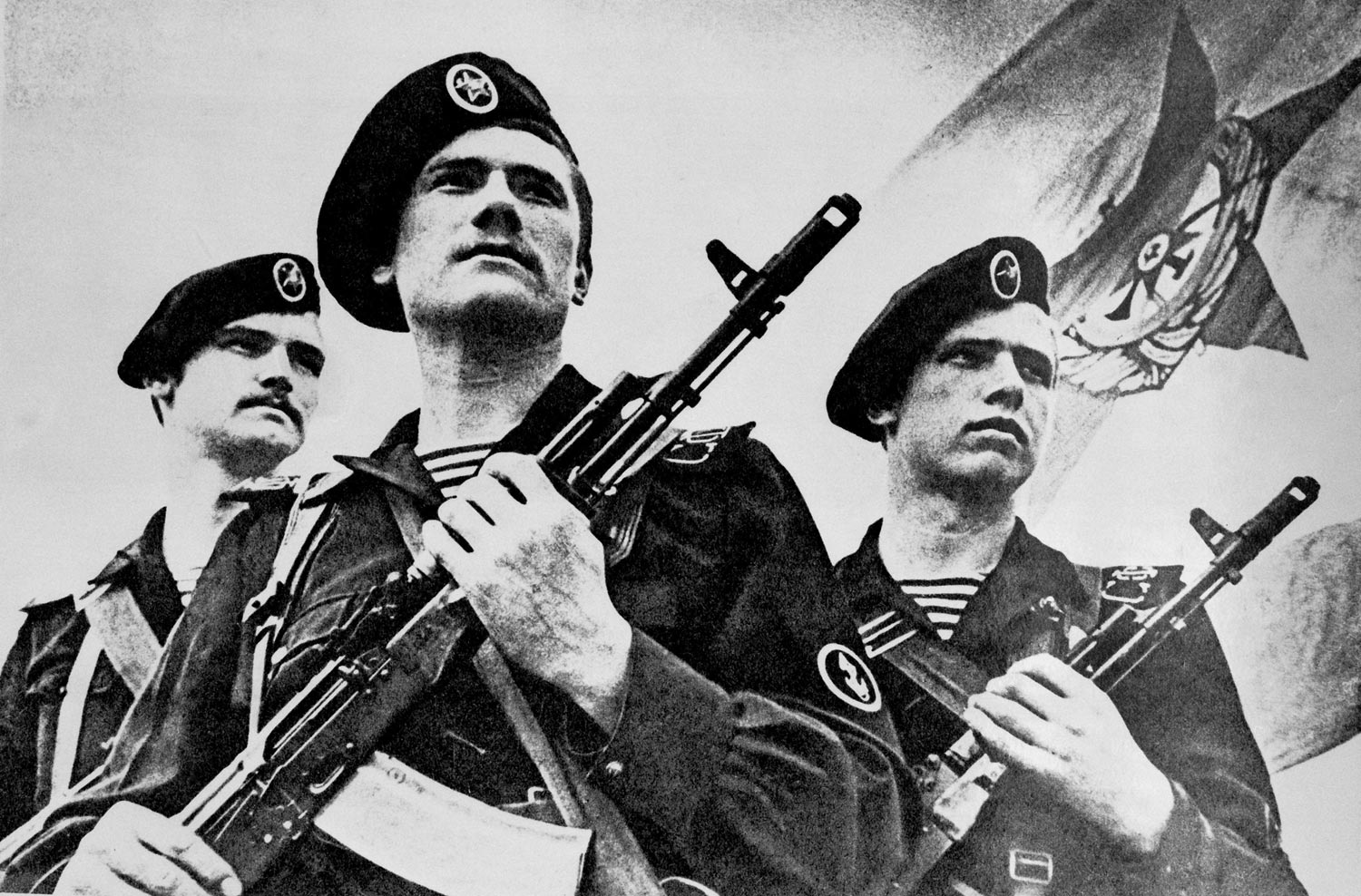
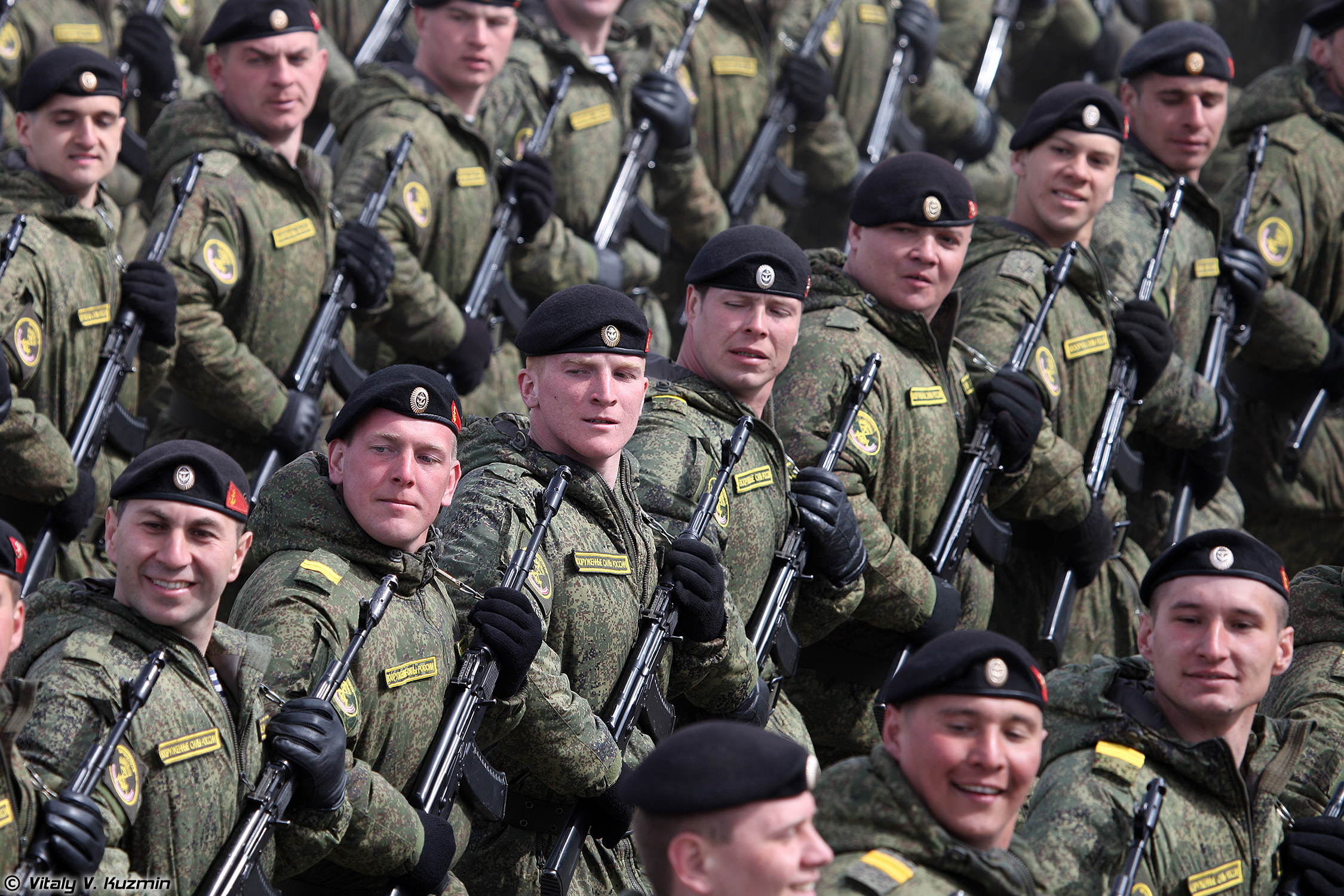
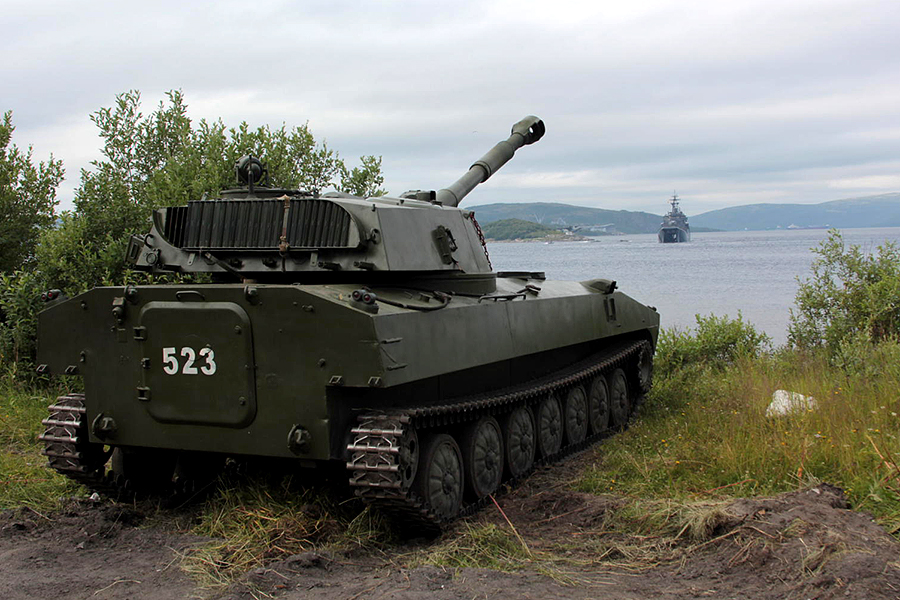
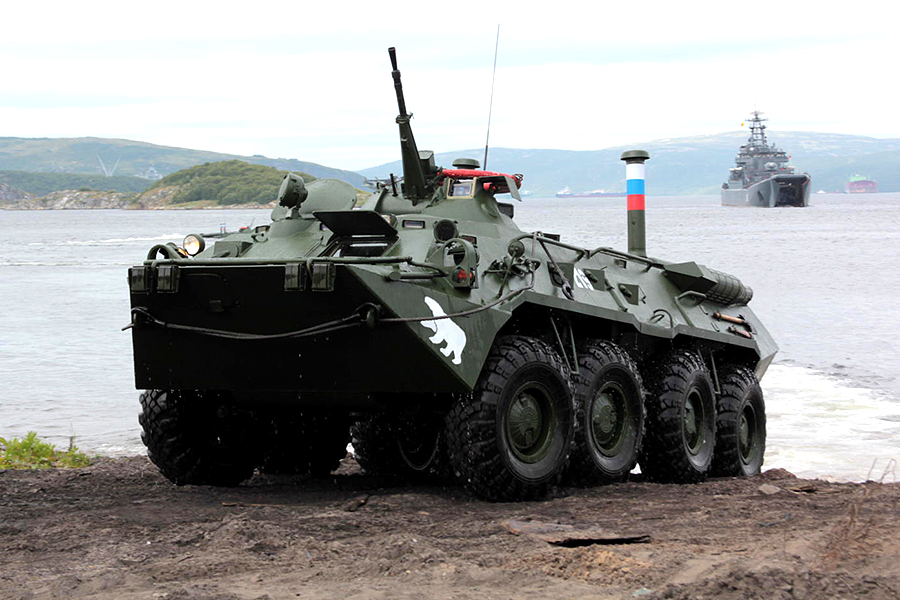
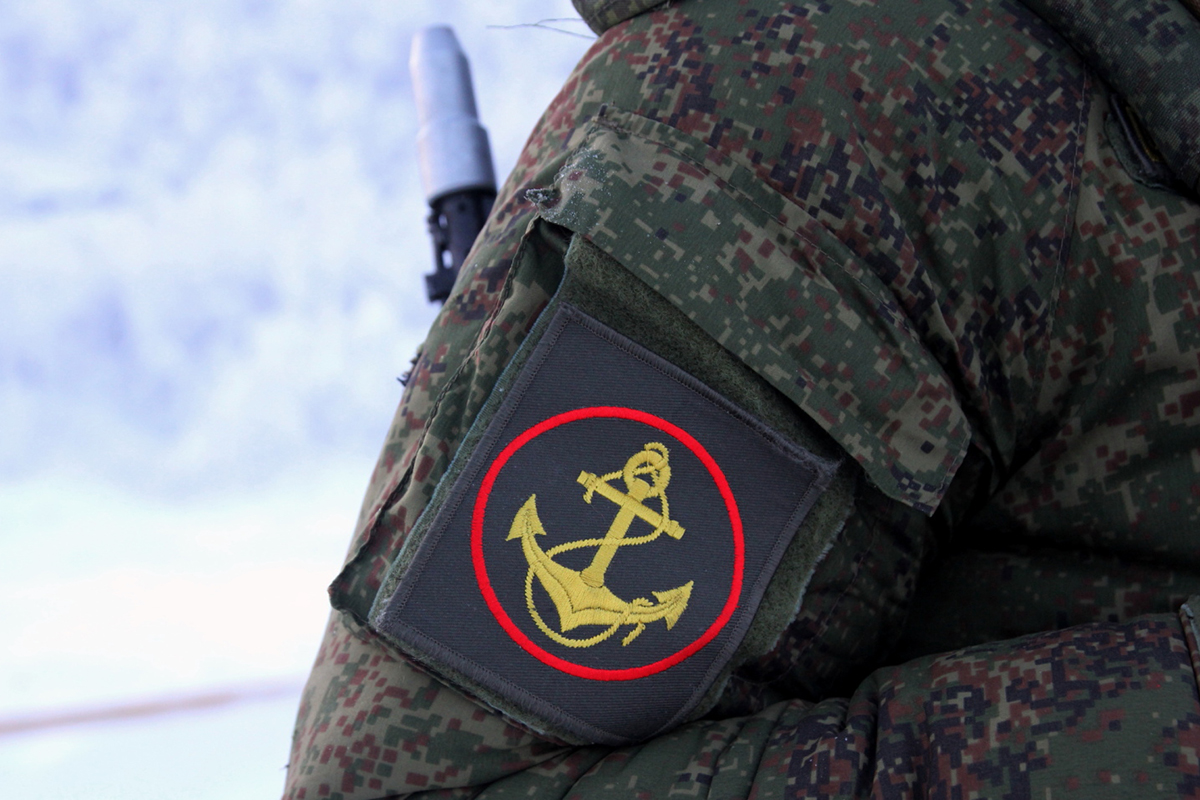

## 編制
- 旅団司令部（スプートニク）
- 第874独立海軍歩兵大隊
- 第876独立空中強襲大隊
- 第1591独立自走砲大隊
- 第1611独立自走砲大隊
- 第1617独立防空大隊
- 第886独立偵察大隊
- 第180独立工兵大隊
- 第75海軍病院
- 第317独立海軍歩兵大隊（予備役）
- 第318独立海軍歩兵大隊（予備役）